# Rinaldo (opéra)
Pour les articles homonymes, voir Rinaldo.

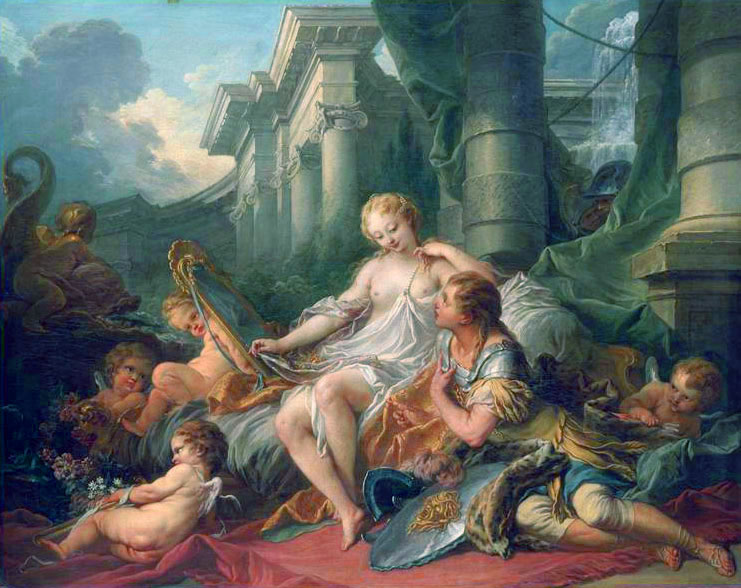
Rinaldo et Armida, peinture de François Boucher.

Rinaldo est un opéra de Georg Friedrich Haendel, créé le 24 février 1711 au Queen's Theatre de Londres.

## Contexte

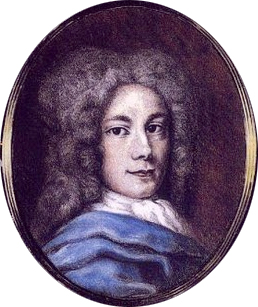
Haendel jeune.

Haendel, alors maître de chapelle de l'Électeur de Hanovre, futur roi d'Angleterre, arrive à Londres en novembre ou décembre 1710. Cette même année a été donné Almahide de Bononcini, le premier opéra chanté à Londres de bout en bout en italien. Haendel est déjà un compositeur reconnu et, malgré une activité musicale certaine où l'italianisme domine, l'Angleterre est en attente de nouveauté depuis la mort de Purcell en 1695. La tentative de Purcell et de John Blow (mort en 1708) de créer un opéra national anglais était restée lettre morte faute de successeurs.

## Livret
Le sujet, qui a pour source La Jérusalem délivrée du Tasse et évoque les amours d'Armide, a été choisi par Aaron Hill, directeur du Queen's Theatre et confié au librettiste Giacomo Rossi. Ce dernier en fait l'adaptation non sur la version originale en italien, mais à partir d'une traduction anglaise. Mais le livret étant en italien, cette double traduction a conduit certains commentateurs à dénoncer une sorte de forfaiture. Haendel compose la musique en deux semaines en utilisant de nombreuses reprises, le compositeur recyclant des airs de ses propres cantates, voire empruntés à ses collègues italiens. Ainsi l'aria « Lascia ch'io pianga » est une reprise d'une œuvre antérieure, Lascia la spina tirée de l'oratorio Il Trionfo del Tiempo écrit en 1707. C'est la qualité de la musique du compositeur, quoique inégale, qui sauve les longueurs et les maladresses du livret.
L'opéra est conforme au style d'opera seria à grand renfort de machinerie et d'effets visuels spectaculaires associant guerre et magie. Hill va jusqu'à introduire à la première un lâcher d'oiseaux dans la scène du bocage du premier acte qui impressionna fort les spectateurs.

## Rôles
| Rôle         | Typologie vocale    | Création (24 février 1711)      |
| ------------ | ------------------- | ------------------------------- |
| Rinaldo      | contralto (castrat) | Nicolò Grimaldi alias Nicolini  |
| Eustazio     | contralto (castrat) | Valentino Urbani                |
| Armida       | soprano             | Elisabetta Pilotti-Schiavonetti |
| Almirena     | soprano             | Isabella Girardeau              |
| Goffredo     | contralto           | Francesca Vanini-Boschi         |
| Argante      | basse               | Giuseppe Maria Boschi           |
| Un magicien  | contralto (castrat) |                                 |
| Un héraut    | ténor               |                                 |
| Une femme    | soprano             |                                 |
| Deux sirènes | sopranos            |                                 |

## Orchestration
- Petite flûte (ou octavin)
- Flûtes à bec
- Hautbois
- Bassons
- Trompettes
- Timbales
- Cordes (violons, altos, violoncelles et contrebasse)
- Clavecin

## Argument
L'ouverture en fa majeur est à la française (lent-vif-lent), mais se conclut par un nouvel allegro. Le traitement du violon apporte à la composition un parfum italianisant.

### Acte I
Le camp chrétien assiégeant Jérusalem.
Goffredo, chef de la croisade a promis la main de sa fille, Almirena, à Rinaldo s'il conquiert la ville. Argante le roi de Jérusalem a obtenu une trêve de trois jours. Il espère que son amante, Armida, reine de Damas, mais qui est aussi magicienne, mettra cette trêve à profit pour détourner Rinaldo de ses devoirs.
Rinaldo et Almirena échangent leurs vœux à l'abri d'un bocage, lorsque survient Armida. Par ses sortilèges, elle enlève Almirena et laisse Rinaldo désespéré. Goffredo et son frère Eustazio conseillent à Rinaldo de se faire aider par un magicien pour récupérer son amante.

### Acte II

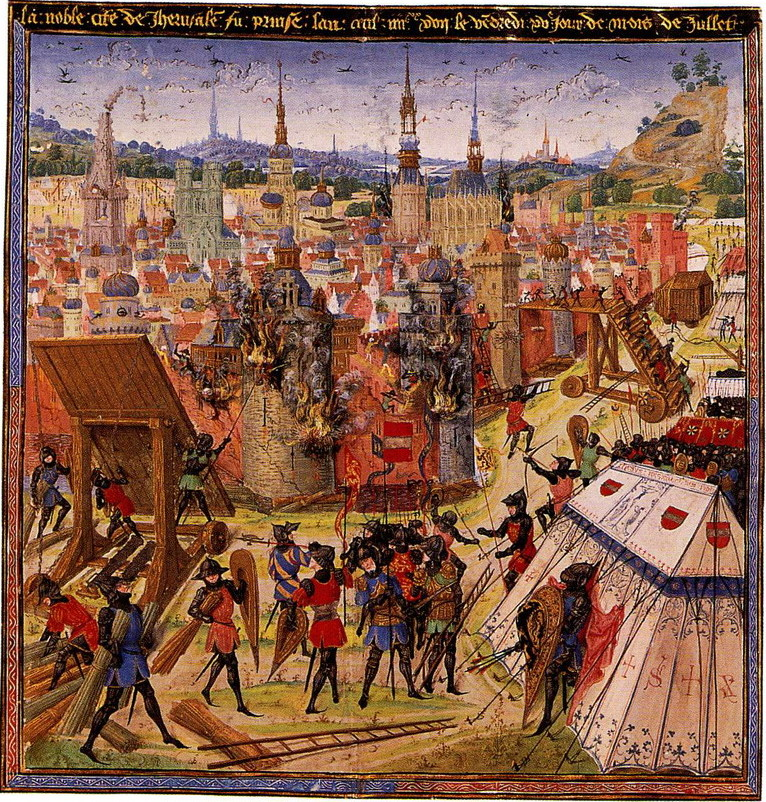
Siège de Jérusalem.

Sur le rivage, Rinaldo, Goffredo et Eustazio discutent sur les moyens d'atteindre et convaincre le magicien. Une femme invite Rinaldo à embarquer sur un vaisseau ancré à proximité en affirmant qu'elle le mènera auprès d'Almirena. Rinaldo obtempère malgré l'opposition de ses deux compagnons.
La scène suivante se passe dans le palais d'Armida. Argante qui est tombé amoureux d'Almirena lui déclare sa flamme. De son côté, Armida intercepte Rinaldo qui vient d'arriver et tente de l'envoûter en prenant l'apparence d'Almirena. C'est alors que survient Argante qui, leurré par l'apparence, réitère son amour à Almirena et lui promet de la délivrer d'Armida. Celle-ci furieuse reprend sa forme réelle et une violente querelle l'oppose à Argante.

### Acte III
L'acte débute par une sinfonia. Goffredo et Eustazio ont trouvé la grotte du magicien au pied de la montagne sur laquelle se trouve le palais d'Armida défendu par des monstres. Le magicien donne aux deux hommes des baguettes magiques pour lutter contre les maléfices.
Dans le palais, Rinaldo sauve Almirena des mains d'Armida qui s'apprêtait à la tuer. Les esprits viennent en aide à la reine de Damas menacée par Rinaldo et la font disparaître dans une faille de la montagne. Goffredo et Eustazio arrivent et par la grâce des baguettes magiques font disparaître le château. On voit, à la place, apparaître Jérusalem.
Argante et Armida se réconcilient et se préparent à affronter les armées chrétiennes. La bataille indécise sourit aux croisés dès que Rinaldo apparaît. Argante et Armida sont faits prisonniers ; graciés, ils se convertiront au christianisme. Rinaldo épouse Almirena. Le chœur final glorifie la vertu.

## Airs célèbres
- « Sibilar gli angui d'aletto » : l'air d'Argante à l'acte I, tiré de la cantate Aci, galatea e Polifermo est un air avec da capo classique avec une écriture vocale particulièrement spectaculaire, la vocalise sur le mot sibillar exigeant une capacité thoracique hors du commun[2].
- « Cara sposa » : la plainte émouvante de Rinaldo à la disparition de son amante a des accents religieux qui laissent place dans la partie B à une réaction véhémente de fierté.
- « Venti, turbini, prestate » : l'air de Rinaldo termine le premier acte et comporte des vocalises périlleuses. La partition comporte des parties de virtuosité pour le violon solo et le basson solo.
- « Lascia ch'io pianga » : l'air d'Almirena à l'acte II est l'un des plus beaux écrits par Haendel[4]. La déploration évite tout sentimentalisme et confère à l'attitude d'Almirena une admirable dignité.
- « Ah, crudel », air d'Armide (vers la fin de l'acte II), « une des pages suprêmes de l'opéra » selon Piotr Kaminski[6].
- « Or la tromba » : l'air de Rinaldo, qui ne figure que dans la première version, est d'une grande virtuosité vocale et se trouve accompagné d'un effectif instrumental fourni avec notamment quatre parties de trompettes[2].

## Réception
L'opéra obtient dès la création un grand succès. Il est donné quinze fois en 1711, neuf fois l'année suivante. Il sera repris chaque année jusqu'en 1717, Haendel apportant quelques modifications surtout dues aux changements de distribution.
En 1731, la reprise de l'opéra se traduit par un remaniement beaucoup plus important (version II) du fait de changement de tessiture qui affecte pratiquement tous les rôles, et à la suppression de celui de Eustazio. Haendel modifie également le dénouement en vouant Armida et Argante aux enfers. Cette version est donnée le 6 avril 1731 également au Queen's Theatre. Les productions modernes utilisent surtout la première version. Il faut noter que Rinaldo fut le premier opéra d'Haendel donné au Metropolitan Opera de New York, à l'occasion du centenaire de l'Institution avec Marilyn Horne dans le rôle-titre.
Cette première production londonienne inaugure pour un quart de siècle la relation passionnée entre le public et le compositeur. Ce dernier deviendra le maître incontesté de l'opéra de Londres y imposant à la fois ses propres œuvres, mais aussi le choix de ses interprètes (castrats et prime donne italiens) qu'il fait engager à prix d'or.

## Discographie
- Academy of Ancient Music, dir. Christopher Hogwood, avec Bernarda Fink, Cecilia Bartoli, David Daniels, Daniel Taylor, Gerald Finley - Decca, 1999
- Freiburger Barockorchester, dir. René Jacobs, avec Vivica Genaux, Miah Persson, Inga Kalna, Lawrence Zazzo, Dominique Visse, Christophe Dumaux, James Rutheford - Harmonia Mundi, 2003